# Tephritis separata
Tephritis separata är en tvåvingeart som beskrevs av Camillo Rondani 1871. Tephritis separata ingår i släktet Tephritis och familjen borrflugor. Inga underarter finns listade i Catalogue of Life.

## Bildgalleri

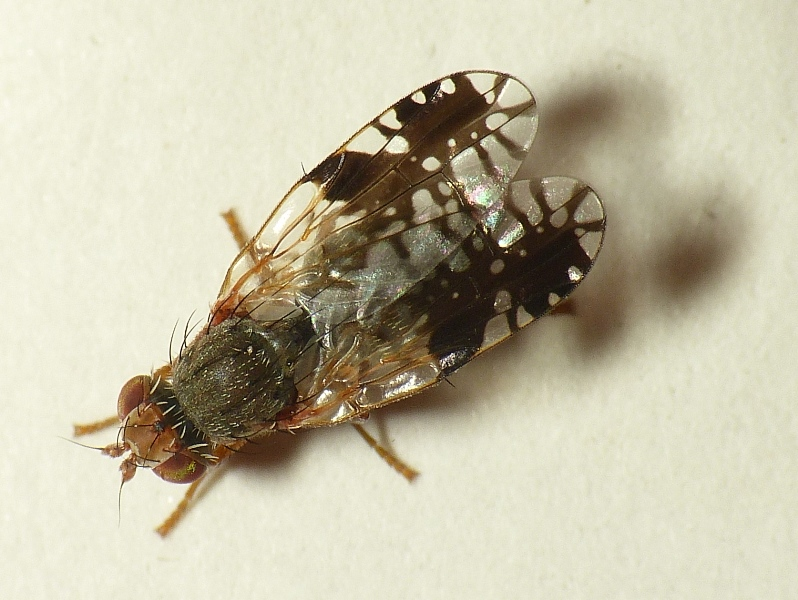